# Vyškov
Vyškov (niem. Wischau) − miasto w Czechach, w kraju południowomorawskim. Według danych z 31 grudnia 2003 powierzchnia miasta wynosiła 5 041 ha, a liczba jego mieszkańców 22 265 osób. Tutaj urodził się czeski reżyser filmowy Karel Kachyňa.

## Demografia
| Rok             | 1970   | 1980   | 1991   | 2001   | 2003   |
| --------------- | ------ | ------ | ------ | ------ | ------ |
| Liczba ludności | 15 433 | 19 288 | 22 696 | 22 514 | 22 265 |

Źródło: Czeski Urząd Statystyczny

## Miasta partnerskie
- Michalovce, Słowacja
- Döbeln, Niemcy
- Jarosław, Polska
- Virovitica, Chorwacja